# A Festa (álbum de Collo de Menina)
A Festa é o segundo álbum ao vivo da banda musical brasileira Collo de Menina. O show foi gravado em 3 de novembro de 2007 na casa de shows Palaccium em Cajazeiras-PB. Lançado em janeiro de 2008, o mesmo teve uma grande aceitação no mercado forrozeiro e rendeu à banda o seu 1º DVD de ouro da carreira.

## Faixas
| DVD |                                                     |                                             |         |  |
| N.º | Título                                              | Compositor(es)                              | Duração |  |
| 1.  | "Abertura"                                          | José Augusto / Erivan Morais                |         |  |
| 2.  | "Beber e Paquerar"                                  | Erivan Morais / Fábio Garrafinha            |         |  |
| 3.  | "Badalação"                                         | Fábio Garrafinha / Erivan Morais            |         |  |
| 4.  | "Se Demorar Vai Dançar"                             | Erivan Morais / Fábio Garrafinha            |         |  |
| 5.  | "Eu Estou te Amando"                                | Erivan Morais / Fábio Garrafinha            |         |  |
| 6.  | "Tá Guardado"                                       | Neto Barros / Conde Macedo / Cícero Caiçara |         |  |
| 7.  | "Teu Colo"                                          | Zé Maria / Zélia Santti                     |         |  |
| 8.  | "Encaixa"                                           | Chico Oliveira / Erivan Morais              |         |  |
| 9.  | "Deixe eu me Embebedar"                             | Neto Barros / Conde Macedo / Erivan Morais  |         |  |
| 10. | "Me Ligue"                                          | Fábio Garrafinha / Erivan Morais            |         |  |
| 11. | "Se Liga Mano"                                      | Erivan Morais / Fábio Garrafinha            |         |  |
| 12. | "Por Que Você me Faz Sofrer"                        | Dorgival Dantas                             |         |  |
| 13. | "Som do Paredão"                                    | Erivan Morais / Fábio Garrafinha            |         |  |
| 14. | "Dá um Sorriso"                                     | Erivan Morais / Fábio Garrafinha            |         |  |
| 15. | "Vai um e Vem Dezoito"                              | Erivan Morais / Fábio Garrafinha            |         |  |
| 16. | "Digo Não"                                          | Neto Barros / Conde Macedo / Cícero Caiçara |         |  |
| 17. | "Tô em Outra" (part. Wandy do Forró Mulher Chorona) | Guedes Neto                                 |         |  |
| 18. | "Sem Querer"                                        | Dorgival Dantas                             |         |  |
| 19. | "Se Você Quer eu Dou"                               | Marquinhos Maraial / Edu Luppa              |         |  |
| 20. | "Tacar a Mão"                                       | Rosa Elen                                   |         |  |
| 21. | "Jamais Vou te Deixar"                              | Dorgival Dantas                             |         |  |
| 22. | "A Sangue frio"                                     | Neto Barros / Conde Macedo / Guedes Neto    |         |  |
| 23. | "Amor em Crise"                                     | Wildo Muniz / J. Alves                      |         |  |
| 24. | "Festa do Cabide"                                   | Everson Monteiro                            |         |  |
| 25. | "Beber e Paquerar"                                  | Erivan Morais / Fábio Garrafinha            |         |  |

| CD             |                                                     |                                             |                                             |         |  |
| N.º            | Título                                              | Compositor(es)                              | Vocalista(s)                                | Duração |  |
| 1.             | "Beber e Paquerar"                                  | Erivan Morais / Fábio Garrafinha            | Erivan Morais                               | 4:09    |  |
| 2.             | "Badalação"                                         | Fábio Garrafinha / Erivan Morais            | Erivan Morais                               | 3:11    |  |
| 3.             | "Se Demorar Vai Dançar"                             | Erivan Morais / Fábio Garrafinha            | Kelly Freitas                               | 4:17    |  |
| 4.             | "Eu Estou te Amando"                                | Erivan Morais / Fábio Garrafinha            | Neto Araújo / Kelly Freitas                 | 3:24    |  |
| 5.             | "Tá Guardado"                                       | Neto Barros / Conde Macedo / Cícero Caiçara | Neto Araújo                                 | 4:03    |  |
| 6.             | "Teu Colo"                                          | Zé Maria / Zélia Santti                     | Neto Araújo / Kelly Freitas / Erivan Morais | 3:08    |  |
| 7.             | "Encaixa"                                           | Chico Oliveira / Erivan Morais              | Erivan Morais                               | 3:59    |  |
| 8.             | "Deixe eu me Embebedar"                             | Neto Barros / Conde Macedo / Erivan Morais  | Erivan Morais                               | 3:22    |  |
| 9.             | "Me Ligue"                                          | Fábio Garrafinha / Erivan Morais            | Kelly Freitas                               | 3:51    |  |
| 10.            | "Se Liga Mano"                                      | Erivan Morais / Fábio Garrafinha            | Neto Araújo / Kelly Freitas                 | 3:27    |  |
| 11.            | "Por Que Você me Faz Sofrer"                        | Dorgival Dantas                             | Neto Araújo / Kelly Freitas                 | 4:24    |  |
| 12.            | "Som do Paredão"                                    | Erivan Morais / Fábio Garrafinha            | Erivan Morais                               | 2:58    |  |
| 13.            | "Dá um Sorriso"                                     | Erivan Morais / Fábio Garrafinha            | Kelly Freitas                               | 2:47    |  |
| 14.            | "Vai um e Vem Dezoito"                              | Erivan Morais / Fábio Garrafinha            | Kelly Freitas                               | 3:23    |  |
| 15.            | "Digo Não"                                          | Neto Barros / Conde Macedo / Cícero Caiçara | Neto Araújo / Kelly Freitas                 | 3:08    |  |
| 16.            | "Tô em Outra" (part. Wandy do Forró Mulher Chorona) | Guedes Neto                                 | Kelly Freitas                               | 3:46    |  |
| 17.            | "Jamais Vou te Deixar"                              | Dorgival Dantas                             | Neto Araújo                                 | 4:31    |  |
| 18.            | "A Sangue frio"                                     | Neto Barros / Conde Macedo / Guedes Neto    | Neto Araújo                                 | 4:16    |  |
| 19.            | "Amor em Crise"                                     | Wildo Muniz / J. Alves                      | Neto Araújo / Kelly Freitas                 | 2:50    |  |
| 20.            | "Festa do Cabide"                                   | Everson Monteiro                            | Erivan Morais                               | 3:30    |  |
| 21.            | "Beber e Paquerar"                                  | Erivan Morais / Fábio Garrafinha            | Erivan Morais                               | 4:25    |  |
| Duração total: | Duração total:                                      | Duração total:                              | Duração total:                              | 76:40   |  |

## Banda Collo de Menina
- Voz: Kelly Freitas / Neto Araújo / Erivan Morais
- Sanfona: Dudu
- Baixo: Cicinho
- Teclados: Maxwell
- Guitarra/Violão: Mauricio
- Bateria: Henning (Pincel)
- Percussão: Renato
- Sax: José Augusto
- Trompete: Netinho
- Trombone: Fábio Júnior
- Backing Vocal: Paulinho / Taty
- Balé: Ricardo Braga / Isaac / Maicon / Valter / Vanessa Kelly / Vanessinha / Íris / Ananilia / Daniele
- Coreografia: Marquinhos Carrera
- Figurinos: Ricardo Braga
- Participação especial: Wandy Soares